# Хэнкок, Майка
Майка Даниэль Хэнкок (англ. Micha Danielle Hancock; 10 ноября 1992, Макалестер, штат Оклахома, США) — американская волейболистка, связующая. Олимпийская чемпионка 2020.

## Биография
Майка Хэнкок родилась в Макалестере (штат Оклахома) в спортивной семье. Её отец — Майкл Хэнкок — был профессиональным боксёром. Мать — Келли Хэнкок — играла в баскетбол за команду университета Талсы. За волейбольную команду этого же университета выступала Келси Хэнкок — сестра Майки.
Волейболом Майка Хэнкок начала заниматься в школе города Эдмонда (Оклахома). В 2007, 2009 и 2010 годах была лучшим игроком своей школьной команды в чемпионатах штата Оклахома.
В 2011—2014 выступала за команду Университета штата Пенсильвания в студенческих соревнованиях. В 2013 и 2014 становилась победителем чемпионатов Национальной ассоциации студенческого спорта (англ. National Collegiate Athletic Association, сокр. NCAA).
В январе 2015 года Хэнкок уехала в Италию, где заключила свой первый профессиональный контракт, присоединившись к команде «Имоко Воллей» из Конельяно, за которую играла до марта того же года. После этого перешла в пуэрто-риканский «Индиас де Маягуэс», с которым стала серебряным призёром чемпионата Пуэрто-Рико. В 2015—2017 Хэнкок играла в Польше, а в 2017 вернулась в Италию. С 2019 выступает за одну из сильнейших команд этой страны — «Игор Горгондзола» из Новары, выиграв в 2021 с ней «серебро» чемпионата и Кубка Италии.
С 2016 года Хэнкок является игроком национальной сборной США. В её составе дважды выигрывала Лигу наций и дважды Панамериканский Кубок. В 2021 со своей сборной стала победителем Лиги наций и выиграла «золото» на отложенных на год Олимпийских играх.

### Клубная карьера
- 2011—2014 —  Университет штата Пенсильвания;
- 2015 —  «Имоко Воллей» (Конельяно);
- 2015 —  «Индиас де Маягуэс» (Маягуэс);
- 2015—2016 —  «Таурон» (Домброва-Гурнича);
- 2016—2017 —  «Импел» (Вроцлав);
- 2017—2019 —  «Саугелла» (Монца);
- 2019—2022 —  «Игор Горгондзола» (Новара);
- 2022—2023 —  «Валлефолья»;
- 2023—2024 —  «Пезанти» (Казальмаджоре);
- с 2024 —  «Хьюстон» — LOVB.

## Достижения

### Со сборной США
- Олимпийская чемпионка 2020;
  - серебряный призёр Олимпийских игр 2024.
- двукратный победитель Лиги наций — 2018, 2021.
- серебряный призёр чемпионата NORCECA 2023.
- двукратный победитель розыгрышей Панамериканского Кубка — 2017, 2019;
  - бронзовый призёр Панамериканского Кубка 2016.

### С клубами
- двукратная чемпионка NCAA — 2013, 2014.
- серебряный призёр чемпионата Пуэрто-Рико 2015.
- победитель розыгрыша Кубка вызова ЕКВ 2019.
- серебряный (2021) и бронзовый (2022) призёр чемпионатов Италии.
- двукратный серебряный призёр розыгрышей Кубка Италии — 2021, 2022.

### Индивидуальные
- 2016: лучшая на подаче Панамериканского Кубка.
- 2017: MVP, лучшая связующая и лучшая на подаче Панамериканского Кубка.
- 2019: MVP и лучшая связующая Панамериканского Кубка.